# Pepleuca demariste
Pepleuca demariste är en insektsart som först beskrevs av Ronald Gordon Fennah 1970.  Pepleuca demariste ingår i släktet Pepleuca och familjen Derbidae. Inga underarter finns listade i Catalogue of Life.